# Большесодомовский сельсовет
Большесодомовский сельсовет — сельское поселение в Тонкинском районе Нижегородской области. 
Административный центр — село Большое Содомово.

## История
Статус и границы сельского поселения установлены Законом Нижегородской области от 15 июня 2004 года № 60-З «О наделении муниципальных образований - городов, рабочих посёлков и сельсоветов Нижегородской области статусом городского, сельского поселения».

## Население
| 2002 | 2010  | 2012 | 2013 | 2014 | 2015 | 2016 |
| ---- | ----- | ---- | ---- | ---- | ---- | ---- |
| 1487 | ↘1005 | ↘953 | ↘923 | ↘903 | ↘868 | ↘853 |
| 2017 | 2018  | 2019 | 2020 | 2021 |      |      |
| ↘812 | ↗818  | ↘813 | ↘784 | ↘729 |      |      |

## Состав сельского поселения
| №  | Населённый пункт     | Тип населённого пункта       | Население |
| -- | -------------------- | ---------------------------- | --------- |
| 1  | Ашкельдино           | деревня                      | ↘4        |
| 2  | Безводное            | деревня                      | ↘0        |
| 3  | Большие Зелёные Луга | деревня                      | ↘98       |
| 4  | Большое Сидорово     | село                         | ↘141      |
| 5  | Большое Содомово     | село, административный центр | ↘324      |
| 6  | Бычки                | деревня                      | ↘0        |
| 7  | Горный Ключ          | деревня                      | ↘11       |
| 8  | Захарово             | деревня                      | ↘46       |
| 9  | Ипатово              | деревня                      | ↘0        |
| 10 | Китанино             | деревня                      | ↘1        |
| 11 | Крошилово            | деревня                      | ↘15       |
| 12 | Малое Содомово       | деревня                      | ↘1        |
| 13 | Набатово             | деревня                      | →0        |
| 14 | Набережное           | деревня                      | ↘24       |
| 15 | Пахутино             | село                         | ↘280      |
| 16 | Прытково             | деревня                      | ↘10       |
| 17 | Хвойное              | деревня                      | ↘1        |
| 18 | Чердаки              | деревня                      | ↘49       |